# 長鎖アルコールデヒドロゲナーゼ
長鎖アルコールデヒドロゲナーゼ（long-chain-alcohol dehydrogenase）は、次の化学反応を触媒する酸化還元酵素である。
長鎖アルコール + 2 NAD+ + H2O {\displaystyle \rightleftharpoons } 長鎖カルボン酸 + 2 NADH + 2 H+
反応式の通り、この酵素の基質は長鎖アルコールとNAD+と水、生成物は長鎖カルボン酸とNADHとH+である。
組織名はlong-chain-alcohol:NAD+ oxidoreductaseで、別名にfatty alcohol oxidoreductaseがある。